# Twilight (альбом)
Twilight (рус. «Сумерки») — третий студийный альбом немецкой евродиско-группы Blue System. Выпущен в октябре 1989 года на лейбле Hansa Records.

## Об альбоме
Композиция Magic Symphony, вышедшая синглом, также имеет 2 версии — инструментальную и расширенную, длительностью более 5 минут.

## Сертификация
- BVMI (Германия) — золотой, первый альбом группы получивший такой статус. Статус присвоен в 1990 году.[1]

## Список композиций
Тексты и музыку всех композиций написал Дитер Болен.
| №                   | Название                              | Длительность |
| ------------------- | ------------------------------------- | ------------ |
| 1.                  | «Magic Symphony»                      | 3:34         |
| 2.                  | «Love Me On The Rocks»                | 3:27         |
| 3.                  | «Save Me»                             | 3:45         |
| 4.                  | «Nobody Makes Me Crazy (Like You Do)» | 3:27         |
| 5.                  | «Madonna Blue»                        | 3:40         |
| 6.                  | «Call Me Dr. Love (A New Dimension)»  | 3:20         |
| 7.                  | «Little Jeannie»                      | 3:28         |
| 8.                  | «Carry Me Oh Carrie»                  | 3:15         |
| 9.                  | «Big Yellow Taxi»                     | 3:20         |
| 10.                 | «Everything I Own»                    | 3:10         |
| Общая длительность: | Общая длительность:                   | 37:16        |

## Участники записи
- Дитер Болен — вокал, аранжировки, продюсирование;
- Луис Родригез — сопродюсер;